# Lacona (Nova York)
Lacona és una població dels Estats Units a l'estat de Nova York. Segons el cens del 2000 tenia 590 habitants.

## Demografia
Segons el cens del 2000, Lacona tenia 590 habitants, 243 habitatges, i 156 famílies. La densitat de població era de 223,3 habitants/km².
Dels 243 habitatges en un 34,6% hi vivien nens de menys de 18 anys, en un 42,8% hi vivien parelles casades, en un 15,6% dones solteres, i en un 35,8% no eren unitats familiars. En el 27,2% dels habitatges hi vivien persones soles l'11,5% de les quals corresponia a persones de 65 anys o més que vivien soles. El nombre mitjà de persones vivint en cada habitatge era de 2,43 i el nombre mitjà de persones que vivien en cada família era de 2,97.
Per edats la població es repartia de la següent manera: un 29% tenia menys de 18 anys, un 6,4% entre 18 i 24, un 30,7% entre 25 i 44, un 23,4% de 45 a 60 i un 10,5% 65 anys o més.
L'edat mediana era de 36 anys. Per cada 100 dones de 18 o més anys hi havia 85,4 homes.
La renda mediana per habitatge era de 32.222 $ i la renda mediana per família de 41.111 $. Els homes tenien una renda mediana de 37.500 $ mentre que les dones 27.955 $. La renda per capita de la població era de 16.418 $. Entorn del 19,3% de les famílies i el 24,6% de la població estaven per davall del llindar de pobresa.